# Lily Jackson
Lily Jackson (6 de Abril de 1999) é uma atriz norte-americana.
Faz parte do elenco de Zeke e Luther, representando Poochie McGruder, a melhor amiga de Ginger.